# Уґаяфукі-аедзу но мікото
Уґаяфу́кі-ае́дзу но міко́то (яп. 鵜草葺不合命, 鸕鶿草葺不合尊, うがやふきあえずのみこと, «Господар, народжений раніше ніж встигли покрити дах пір'ям баклана») — синтоїстське божество, батько першого японського Імператора Дзімму. Нащадок богині сонця Аматерасу. Чоловік Тамайорі, яка була його тіткою. Вперше згадується в хроніках 8 століття: «Записах про справи старовини» і «Анналах Японії».

## Інші імена
«Записи про справи давнини»
- Амацухіко наґіса таке уґаяфукі-аедзу но мікото[5] — «Господар, небесний юнак, юнак хвиль припливу, мужній, народжений раніше ніж встигли покрити дах пір'ям баклана»

«Аннали Японії»
- Хіко наґіса таке уґаяфукі-аедзу но мікото[6] — «Господар, юнак хвиль припливу, мужній, народжений раніше ніж встигли покрити дах пір'ям баклана».

## Короткі відомості
Уґаяфукі-аедзу був сином божества Хоорі, сина сонячного онука Нініґі, та  богині Тойотами, доньки бога моря Ватацумі. Хлопчик отримав ім'я від своєї матері, яка народила його на березі моря в хатинці, покритій пір'ями баклана. Оскільки скати даху хатинки не встигли зімкнути, пологи Тойотами побачив Нініґі. Через це ображена богиня кинула новонародженого на березі, загорнувши його в очерет. Хлопчика знайшла і виховала її сестра Тамайорі. З часом Уґаяфукі-аедзу одружився зі своєю тіткою-вихователькою, яка народила від нього чотирьох синів — Іцусе, Інахі, Мікену та Вака Мікену. Останній син став перший японським монархом — Імператором Дзімму.
Уґаяфукі-аедзу вшановується як божество врожаю, злагоди в шлюбі та пологів у Святилищі Удо та Святилищі Міядзакі префектури Міядзакі. Його гробниця знаходиться на легендарній горі Айра, ім'я якої носять декілька вершин південного Кюсю.